# Římskokatolická farnost Rašovice
Římskokatolická farnost Rašovice (latinsky Roschvicium) je zaniklá církevní správní jednotka sdružující římské katolíky v Rašovicích a okolí. Organizačně spadala do krušnohorského vikariátu, který je jedním z deseti vikariátů litoměřické diecéze.

## Historie farnosti
Rašovice patřily k úhošťanské farnosti. Od ní byly, spolu s Lestkovem, Zásadou, Suchým Dolem a Meziříčím, roku 1789 vyčleněny jako lokálie, k jejímuž kanonickému povýšení na farnost došlo 18. listopadu 1852. Prvním lokalistou byl Aegid Stund zavražděný roku 1816. Matriky jsou vedeny od roku 1784.  Farnost existovala do 31. prosince 2012 jako součást kláštereckého farního obvodu. Od 1. ledna 2013 zanikla sloučením do farnosti Klášterec nad Ohří.

### Duchovní správcové vedoucí farnost
Začátek působnosti jmenovaného v duchovní správě farnosti od:
- 1789   cap. loc. vacat
- 1790   cap. loc. Aegid. Stund OP, † 29. 2. 1816
- 1816   cap. loc. Jos. Mayer n. 12. 1. 1777 Komotau, o. 30. 8. 1806, † 13. 9. 1843
- 1824   cap. loc. Georg. Herbrich n. 9. 3. 1781 Georgswald., o. 30. 8. 1806, † 20. 1. 1856
- 1828   cap. loc. Jos. Usler n. 17. 2. 1794 Leipa, o. 24. 8. 1819
- 1852   proto- par. Jos. Usler n. 17. 2. 1794 Leipa, o. 24. 8. 1819, † 12. 5. 1874
- 1874   Jos. Parten n. 10. 6. 1809 Schöbric., o. 3. 8. 1836, † 5. 8. 1886
- 1880   Wencesl. Uhl n. 7. 7. 1826 Kaaden, o. 25. 7. 1851, † 16. 5. 1882
- 1883   Joann. Zein n. 1. 1. 1832 Platten, o. 25. 7. 1855, † 22. 5. 1899
- 1896   Ferd. Horák n. 19. 1. 1866 Neoboleslav, o. 27. 5. 1888, † 18. 3. 1932
- 1901   Franc. Elis n. 18. 9. 1869 Řmenín, o. 2. 7. 1893, † 26. 1. 1939
- 1906   Franc. Pácal n. 6. 2. 1870 Sobšice, o. 2. 7. 1893, † 13. 3. 1911
- 1911   Jos. Kovář n. 16. 10. 1864 Buková, o. 22. 1894, † 9. 6. 1943
- 1921   par. vacat, admin. interc. Carol. Wohlrab
- 1922   Adolf Nietsche n. 26. 12. 1889 Aloisburg, o. 13. 7. 1913, † 4. 12. 1952
- 1941   Georg. Thorn n. 31. 12. 1912 Gottmannsgrün, o. 27. 6. 1937, † 23. 7. 2013
- 1. 1. 1942  par. vacat, admin. excurr. Guil. Heisch
- 1. 8.  1945    Fridrich Stehle
- 1. 9.  1947 František Koseček OFM
- 6. 4.  1951    Frederic. Prchala
- 1. 11. 1959   Josef Vadovič
- 1. 4.  1963 Jan Netík
- 1. 2.  1970  Bohumil Landsmann CSsR, admin. exc.
- 10. 12. 1984 Josef Šprlák
- 15. 3. 1990   Josef Špaček O. Praem.
- 1. 8. 1998   Libor Švorčík
- 1. 11. 1998  Rafał Józef Wala, admin. exc. z Klášterce nad Ohří
- 1. 7. 2009 – 31. 12. 2012 Artur Ściana, admin. exc. z Klášterce nad Ohří [4]

Kromě kněží stojících v čele farnosti, působili ve farnosti v průběhu její historie i jiní kněží. Většinou pracovali jako farní vikáři, kaplani, katecheté, výpomocní duchovní aj.

## Území farnosti
Do farnosti náleželo území obcí:
- Lestkov (Leskau)[p 2]
- Meziříčí (Meseritz)[p 2]
- Suchý Důl (Dörnthal)[p 2]
- Rašovice (Roschwitz)[p 2]
- Zásada u Rašovic (Sosau)[p 2]

## Římskokatolické sakrální stavby a místa kultu na území farnosti
| | Fotografie | Stavba                       | Místo           | Bohoslužby               | Zeměpisné souřadnice             | Status               | Wikidata    |
| Kaple | Kaple      | Kaple                        | Kaple           | Kaple                    | Kaple                            | Kaple                | Kaple       |
| --- | ---------- | ---------------------------- | --------------- | ------------------------ | -------------------------------- | -------------------- | ----------- |
| 1. |            | Kaple Navštívení Panny Marie | Suchý Důl       | bohoslužby příležitostně | 50°22′24″ s. š., 13°13′11″ v. d. | kaple                | (Q94434525) |
| 2. |            | Kaple Panny Marie            | Zásada u Kadaně | bohoslužby příležitostně | 50°22′22″ s. š., 13°13′49″ v. d. | kaple                | —           |
| Zaniklé sakrální stavby |            |                              |                 |                          |                                  |                      |             |
| 3. |            | Kostel sv. Anny              | Rašovice        | nelze sloužit            | 50°22′26″ s. š., 13°12′19″ v. d. | zbořený farní kostel | —           |
| 4. |            | Kaple Panny Marie            | Lestkov         | nelze sloužit            |                                  | zbořená kaple        | —           |
| Některé drobné sakrální stavby a pamětihodnosti lze dohledat zde v databázi Drobné sakrální památky Zaniklé sakrální stavby lze dohledat zde v databázi Poškozené a zničené kostely, kaple a synagogy v České republice |            |                              |                 |                          |                                  |                      |             |

Ve farnosti se mohou nacházet i další drobné sakrální stavby, místa římskokatolického kultu a pamětihodnosti, které neobsahuje tato tabulka.